# Niagara-Eisfälle
Der Niagara-Eisfälle sind große Gletscherbrüche zwischen dem Evans-Firnfeld und dem Kopfende des Mariner-Gletschers im ostantarktischen Viktorialand. Sie liegen südöstlich der Vulkangruppe The Pleiades.
Wissenschaftler der deutschen Expedition GANOVEX III (1982–1983) benannten sie nach den Niagarafällen.